# Sidy Fassara Diabaté
Sidy Fassara Diabaté, né en 1950 à Bamako, est un réalisateur malien. Il est diplômé de l'École normale supérieure de Bamako. 

## Biographie
Sidy Fassara Diabaté a d'abord exercé la profession d'enseignant jusqu'en 1979, puis il suit une formation au Centre national de production cinématographique (CNPC) de Bamako (depuis devenu CNCM, Centre national de la cinématographie du Mali). Débute alors sa carrière cinématographique. Il a été récompensé à Ouagadougou du prix UEMOA de l'intégration et du prix du meilleur décor lors de l'édition 2011 du Fespaco.
Diabaté dirige le Centre national de la cinématographie du Mali (CNCM) en tant que général adjoint jusqu’à sa retraite en 2013. Il est honoré lors d’une cérémonie de départ à la retraite organisée par le ministre de la Culture, Bruno Maïga,.

## Filmographie
- 1981 : Veillée à Bolongué (court-métrage de fiction)[6]
- 2003 : Le Mali en marche (documentaire)
- 2007 : Le Mali, pays au féminin (court-métrage)
- 2011 : Da Monzon, la conquête de Samanyana (long métrage de fiction)[7]